# Periple

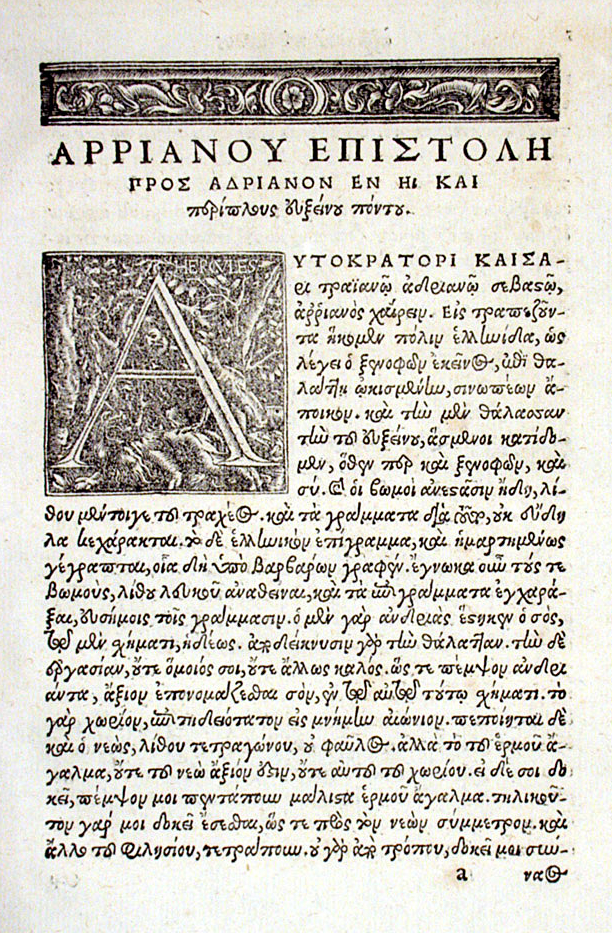
Inici del periple del mar euxí d'Arrià de Johann Froben i Nicolaus Episcopius, Basilea 1533

Un  periple  (del grec περίπλους, «circumnavegació», l'equivalent llatí és navigatio , «navegació») és un tipus de document antic que contenia el conjunt d'observacions fetes en un viatge per mar que podien ser útils als navegants futurs: distàncies entre punts, descripcions de la costa, vents, corrents, bancs de sorra, ports, ancoratges, aprovisionament, etc. Era utilitzat pels navegants fenicis, grecs i romans. Tenia el mateix objectiu, doncs, que els posteriors Itinerarium romans de postes de carretera. Els navegants grecs hi afegien diverses anotacions, que, si eren geògrafs professionals (com eren molts), es convertien en la seva pròpia contribució a la geografia grega. En aquest sentit, el periple era una espècie de registre.
El nom periple és, almenys, tan antic com el primer historiador grec, el joni Hecateu. Les obres d'Heròdot i Tucídides contenen passatges que semblen basats en "περίπλους".

## Característiques del gènere
Aquests testimonis geogràfics constitueixen una literatura nàutica primitiva, i amb un evident caràcter pràctic. Era una "literatura" destinada completament a les tasques dels homes de mar, interessada només pels temes útils a aquests efectes i, per tant, sense intenció científica. Actualment existeixen a tot vaixell (i són exigides per les reglamentacions) aquest tipus de publicacions, compostes en general de diversos volums. El seu nom en català és derroter.
| «                     | (...) La velocitat en la navegació per als antics marins mercants depenia del vent: quan era favorable, bufant per les aletes, un vaixell podia fer entre 4 i 6 nusos; contra el vent, només 2 nusos o poc més. Un propietari generalment acompanyava el seu vaixell en els viatges, però deixava el govern al "kybernetes" (en llengua grega: timoner o pilot. Qui governa o condueix una nau), el capità contractat, i a una tripulació d'esclaus. Els marins encara es guiaven per les estrelles, de nit, i durant el dia amb senyals de terra, amb la direcció del vent, i amb la seva intuïció. Però ara tenien un nou ajut. Al voltant de mitjan segle iv aC un geògraf anomenat Scylax el Jove va publicar el primer Periple: un "Rumb" que descrivia el circuit de les costes de la Mediterrània, amb denominació de ports i rius, donant distàncies entre punts, informant on es podia proveir d'aigua potable, etc. | » |
| — Lionel Casson, 1959 | |   |

| « | (...) La navegació costanera era per als marins de l'antiguitat la més habitual. Abans que una carta nàutica, que podria ser emprada per navegar entre dos ports travessant un mar desconegut, sense rutes marcades, era més útil per a ells una informació escrita sobre el mar que efectivament havien de navegar i les costes que havien de recórrer, una descripció dels ports, els bancs, els corrents, els vents i els ancoratges apropiats ... | » |
| — Edward Luther Stevenson, PH.D., Portolan charts; their origin and characteristics, with a descriptive list of those belonging to the Hispanic Society of Amèrica | |   |

Efectivament, totes les expedicions d'exploració marítima pels fenicis van tenir aquesta característica. Gozález Ponce, especialista en el gènere, detalla els trets que identifiquen un periple. Un dels principals és la descripció  unidireccional .

## Periplessupervivents
Fins a l'actualitat, han sobreviscut diversos exemples de periples:
- El Periple d'Hannó el Navegant, explorador cartaginès que va explorar la costa d'Àfrica, de l'actual Marroc fins al Senegal, als segles VI o V aC.[8]

- El Periple Massaliota, una descripció de les rutes comercials al voltant de les costes de l'Europa Atlàntica, probablement datat del segle vi aC.

- El periple de Píteas, Entorn de l'oceà (Περί του Ωκεανού), del segle iv aC, que no ha sobreviscut; només en resten fragments, citat o parafrasejat per autors posteriors, sobretot a l'obra d'Aviè, l'Ora maritima.

- El Periple de Pseudo-Escílax, generalment es creu que data del IV o III aC

- El Circuit de la Terra o Iambes al Rei Nicomedes, de Pseudo-Escimne, a final del segle ii aC

- El Periple de la Mar Eritrea, escrit sobre la primera centúria aC.[9]

- El Periple del Pont Euxí, una descripció de les rutes comercials al voltant del mar Negre, escrit per Flavi Arrià.